# Temple de Sūrya (Modhera)
Pour les articles homonymes, voir Temple de Sūrya.

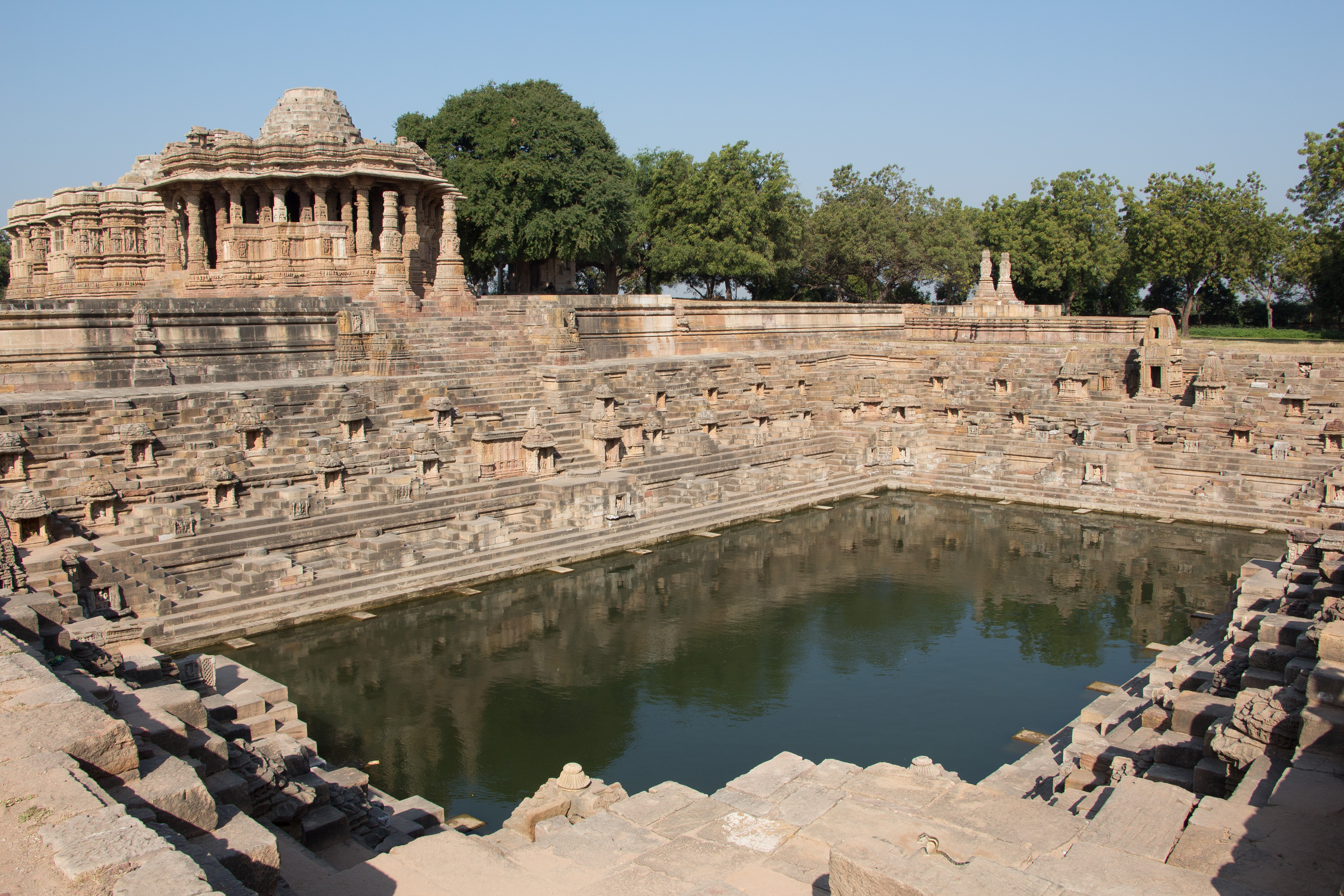
Temple de Sūrya à Modhera

Le temple de Sūrya de Modhera dans le Gujarat en Inde est un temple dédié au culte de Sūrya, le « Dieu Soleil » dans l’hindouisme. Moins connu que celui de Konârak dans l’Orissa et récemment redécouvert, on connaît encore assez peu de choses sur son histoire. Il est situé sur la rive de la Pushpawati, à 25 km de Mehsana et à 102 km d'Ahmedabad.

## Histoire
Construit au XIe siècle dans le style chalukya, il a été consacré en 1026 sous le règne de Bhima Deva Ier (dynastie des Solankî). Comme les Solankî se considéraient issus du Sūryavamśha (littéralement « lignée solaire »), ils dédièrent le temple à Sūrya.
Le temple a beaucoup souffert du pillage et des catastrophes naturelles, parmi lesquelles un tremblement de terre, mais ce qui est aujourd'hui visible laisse deviner sa beauté passée. Toutes les façades et les piliers sont décorés de délicates sculptures, dieux et déesses, bêtes et fleurs ainsi que des sculptures érotiques traditionnelles.

## Architecture
Le temple de Sūrya présente une architecture unique en son genre. Il se compose de trois éléments distincts alignés dans un même axe : 
- Rama Kunda ou Surya Kunda (littéralement « bassin de Rāma » ou « bassin de Sūrya ») : grand réservoir d'eau (bâoli) rectangulaire, de 50 par 20 mètres de côté, il était utilisé par les dévots pour effectuer les ablutions rituelles avec les prières. 108 sanctuaires miniatures sont sculptés à l'extérieur et à l'intérieur du bassin, 108 est un nombre considéré comme de bon augure par les hindous. Un grand torana, dont il ne reste aujourd'hui que deux piliers monumentaux, ouvrait sur le Sabha Mandapa.
- Sabha Mandapa : grand hall utilisé pour les rassemblements religieux ou les conférences, conçu sur un plan octogonal et ouvert sur les quatre côtés, il est orné de 52 piliers délicatement sculptés. Les sculptures représentent des scènes du Ramayana, du Mahābhārata et de la vie de Krishna. Il faut traverser ce bâtiment pour rejoindre le Guda Mandapa.
- Guda Mandapa : saint des saints construit sur une base en forme de lotus, il abritait la statue de Sūrya. Ce bâtiment a été édifié de façon que les premiers rayons du soleil, à l'équinoxe, illuminent le visage, orné de pierreries, de Sūrya. L'idole, aujourd'hui disparue, aurait été dérobée lors de la mise à sac de la région par Mahmoud de Ghaznî[3]. Le sanctuaire est entouré d'un corridor de circumambulation. Les murs sont creusés de douze niches dans lesquelles sont représentés les douze Ādityas et décorés de sculptures mettant en scène la vie humaine, de la naissance à la mort.

## Divers
Chaque année, pendant la troisième semaine du mois de janvier, se déroule le festival de danse de Modhera sur le site du temple. Cette manifestation, organisée par l'office du tourisme du Gujarat pour promouvoir les traditions culturelles indiennes, présente des spectacles de danse classique et folkloriques.

## Galerie

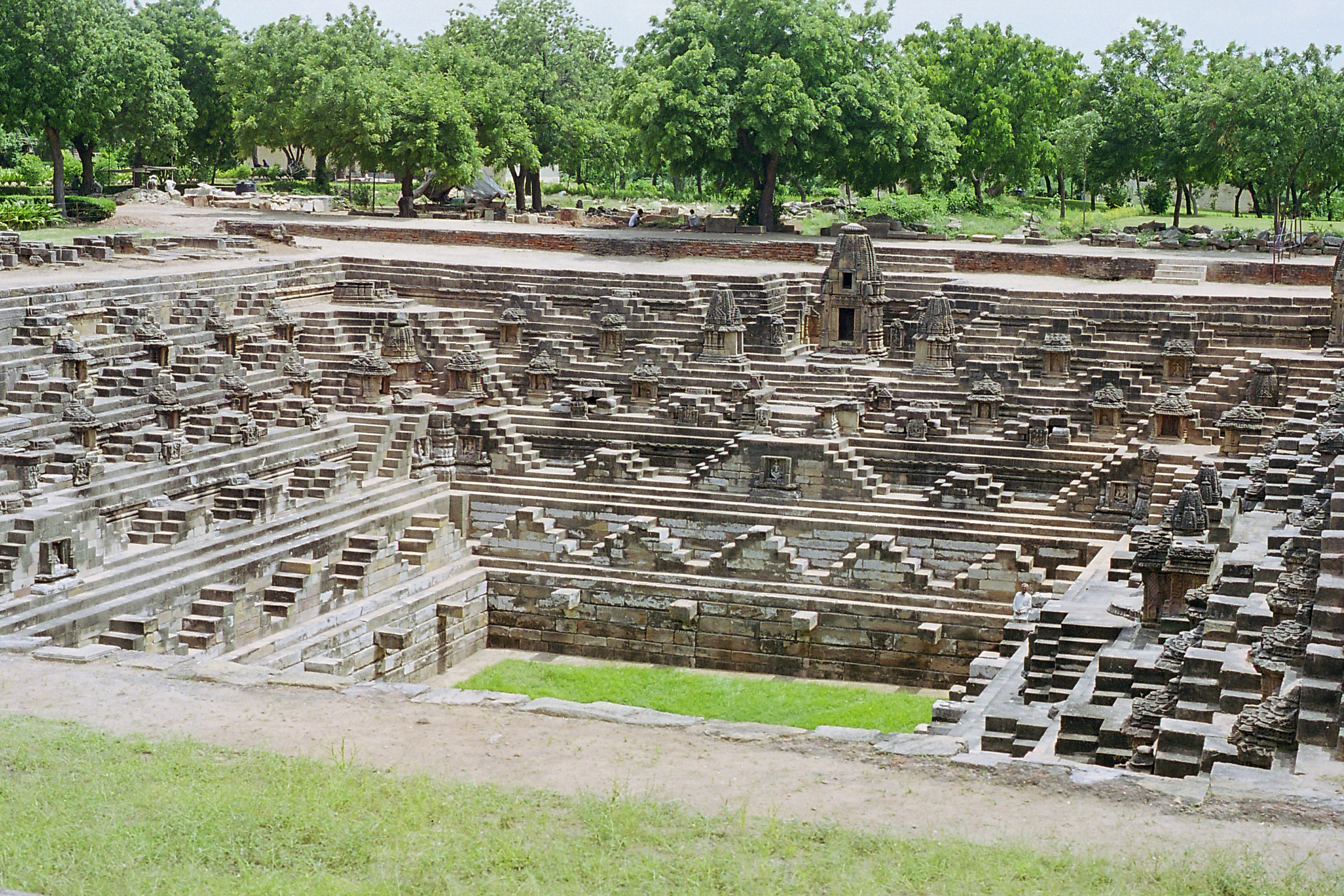
Rama Kunda
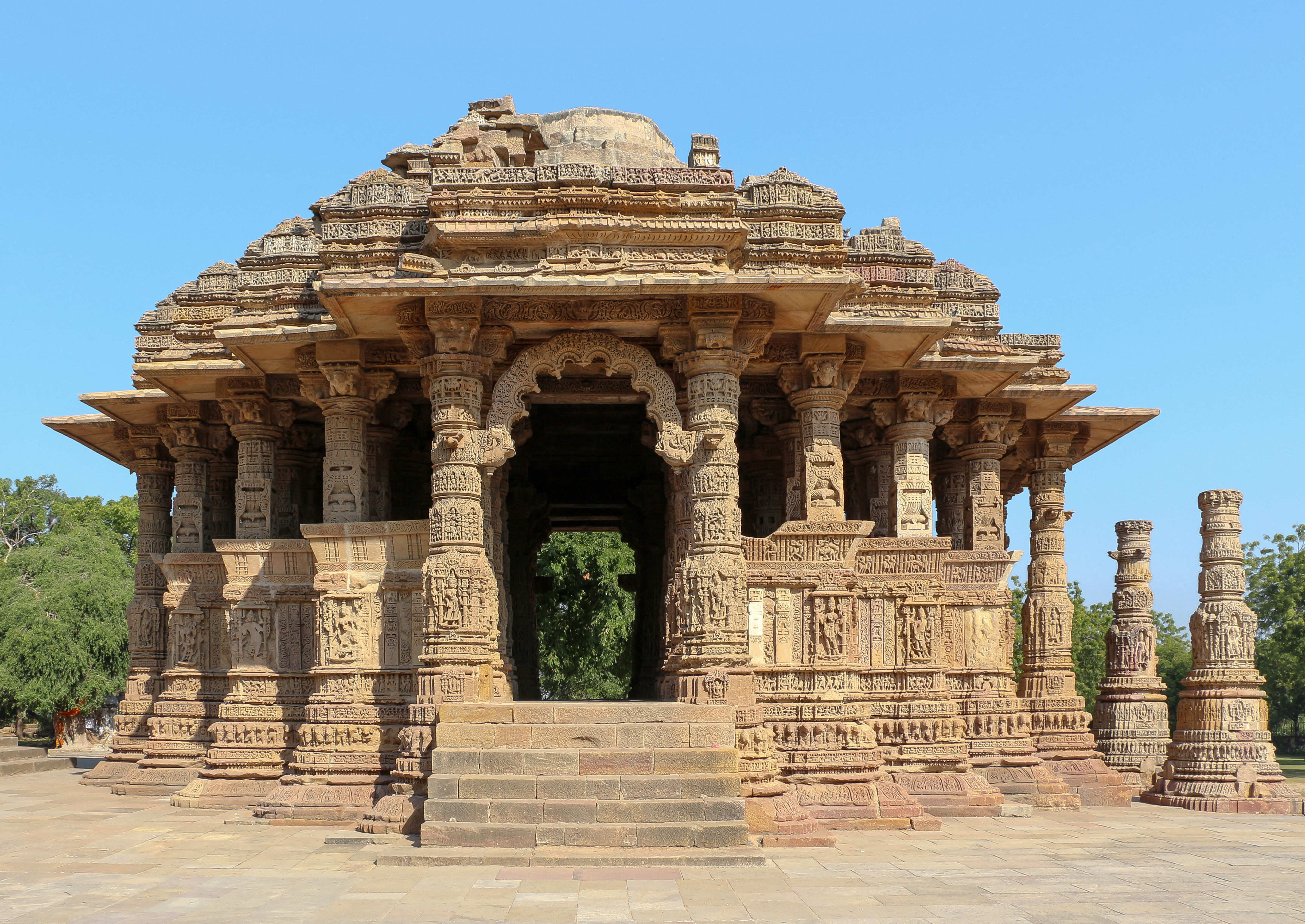
Sabha Mandapa
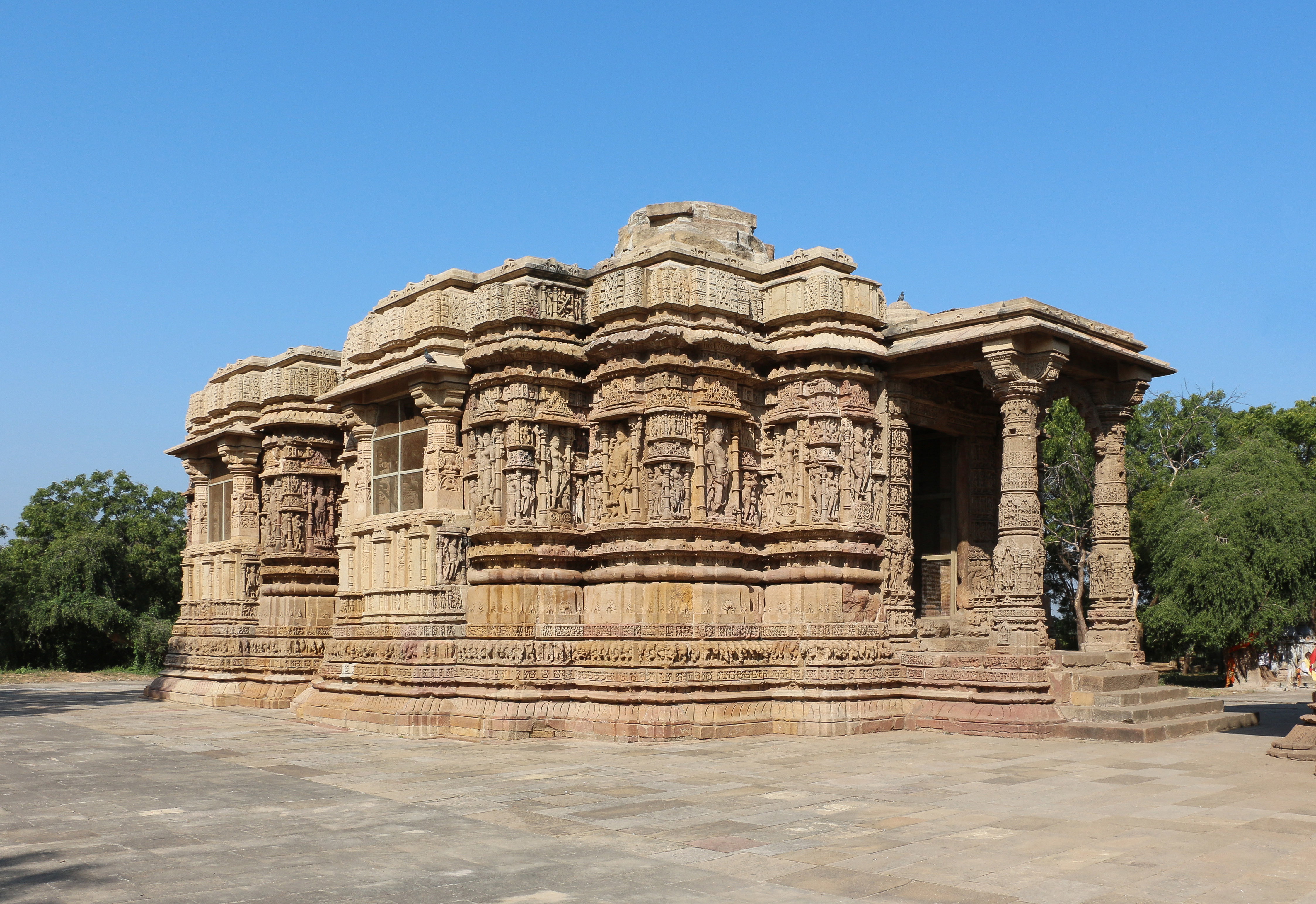
Guda Mandapa
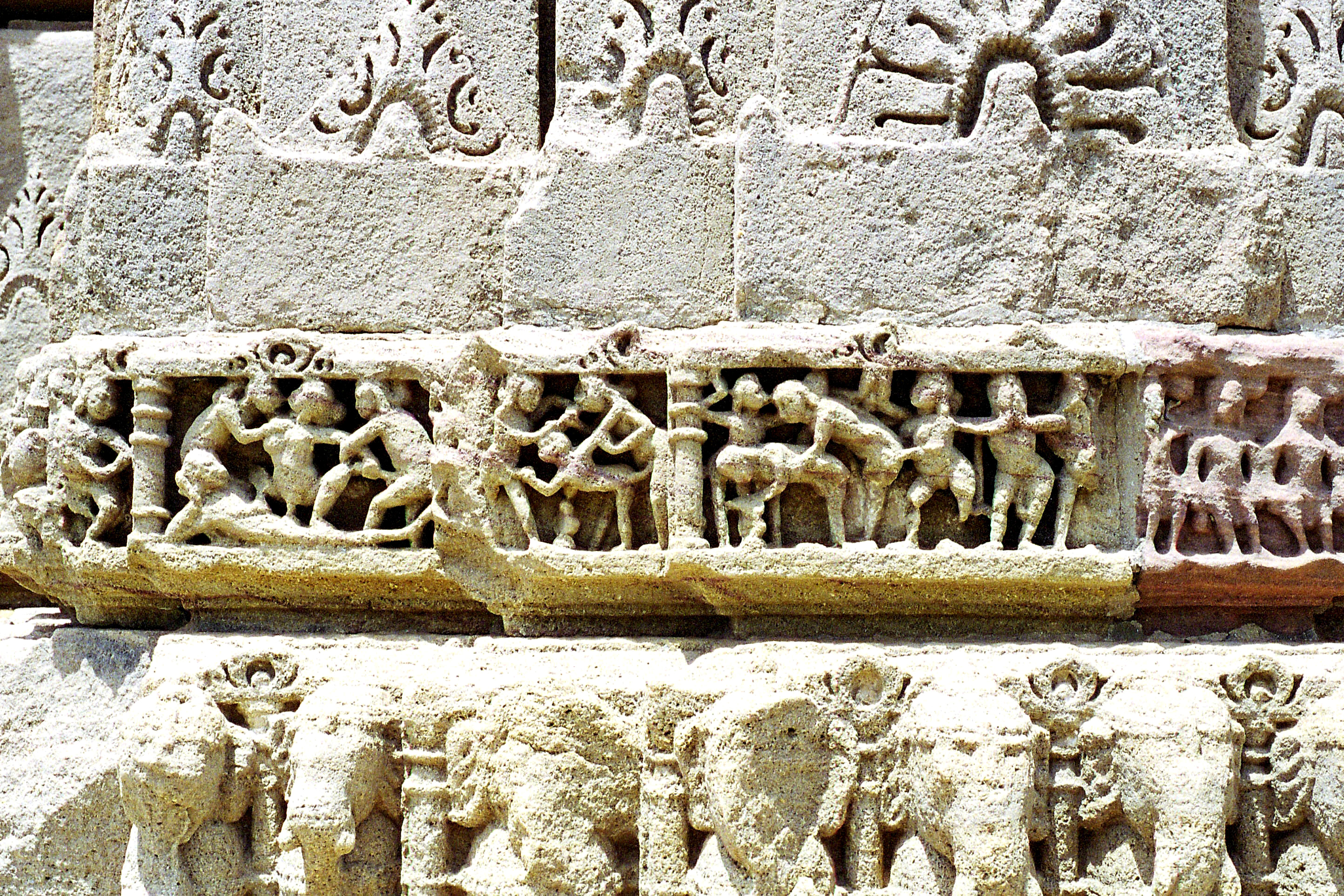
Sculptures érotiques
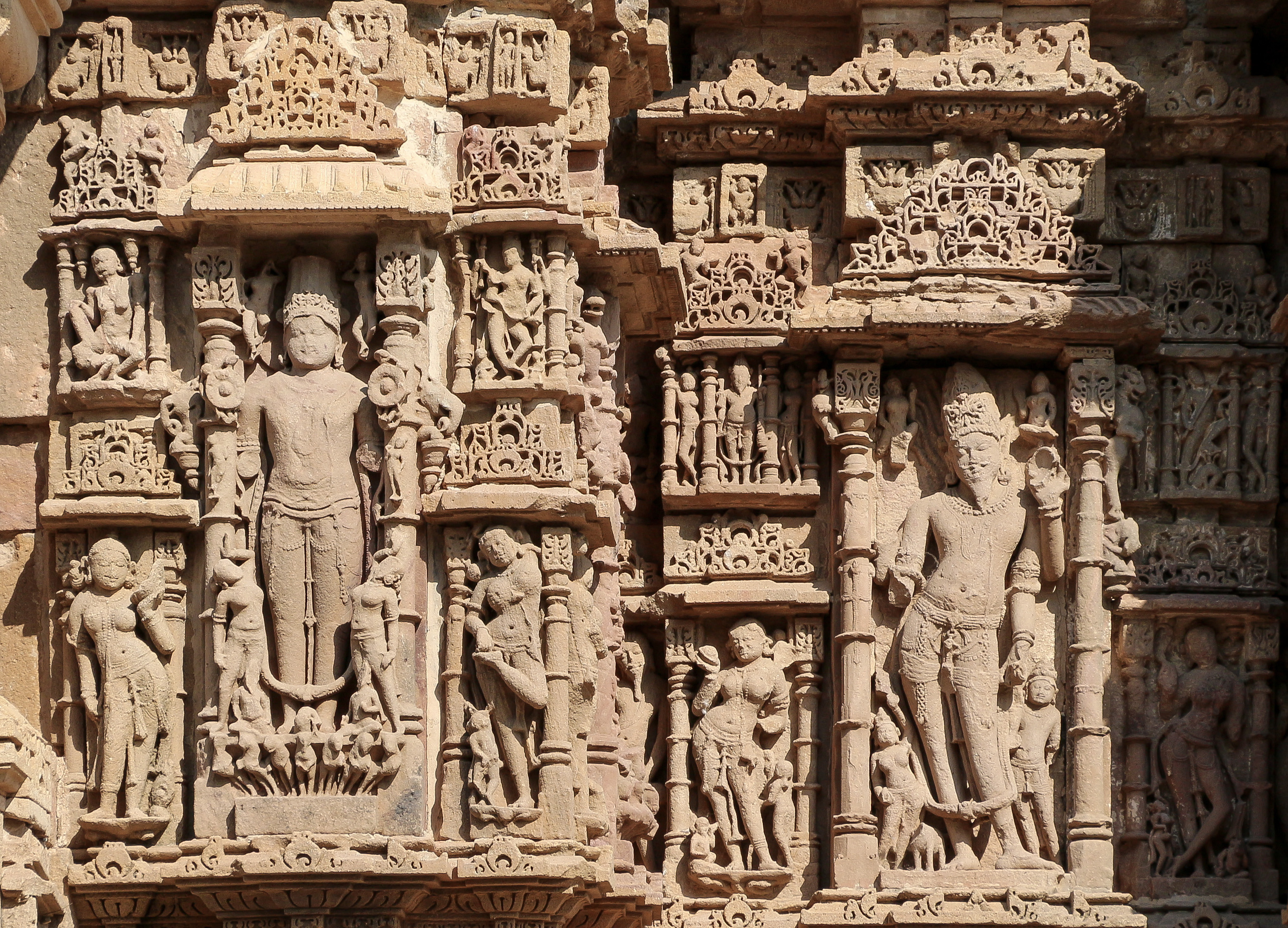
Bas-reliefs